# 索德拉日察
45°45′41.79″N 14°38′10.68″E / 45.7616083°N 14.6363000°E

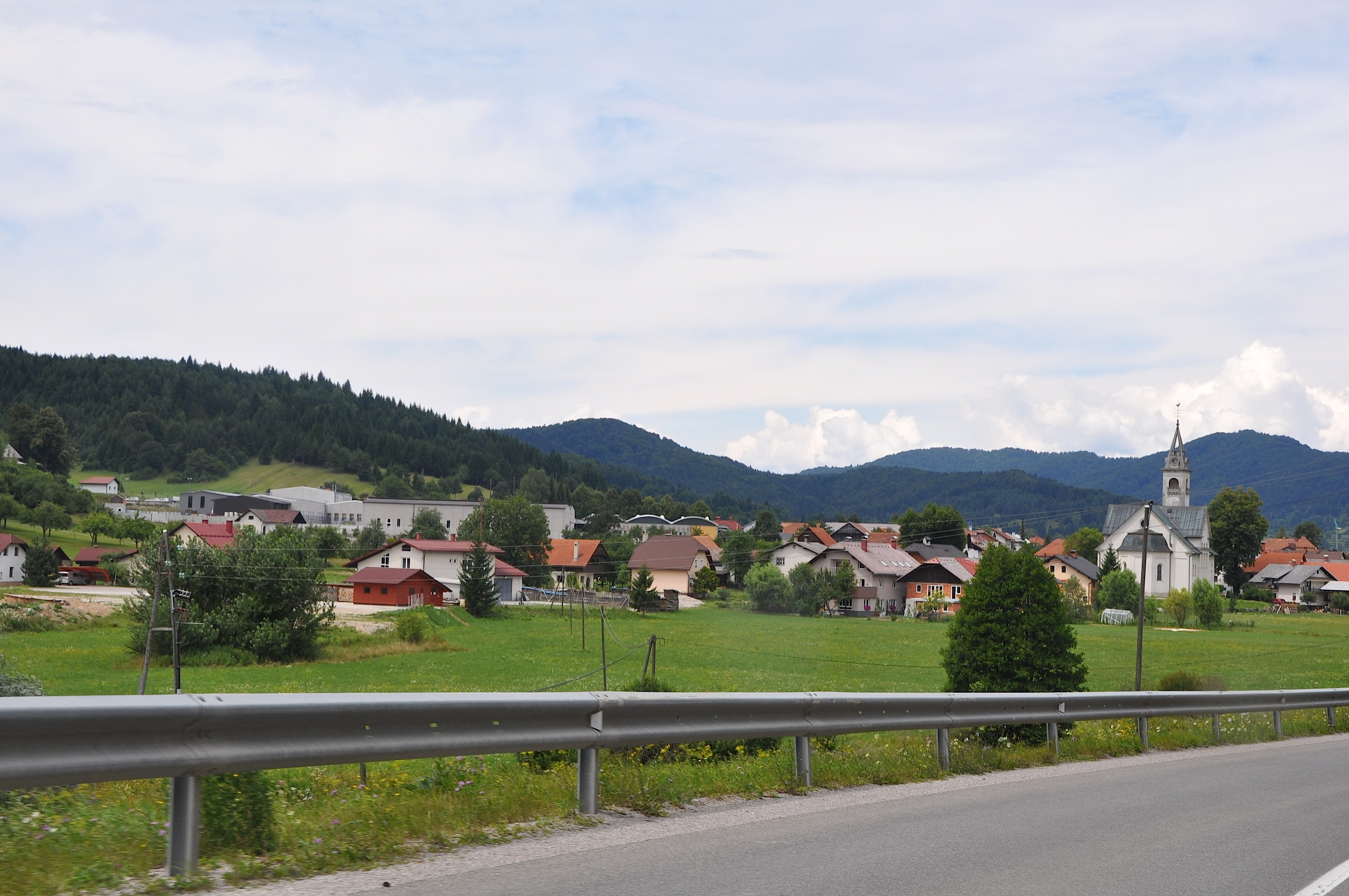

索德拉日察，是斯洛文尼亞南部索德拉日察市鎮的城鎮及行政中心，處於下卡尼奧拉地區。面積10平方公里，海拔高度538米，2013年人口842，人口密度每平方公里84人。